# Dansbandsdax
Dansbandsdax är en svensk webbradio och community som sänder dansbandsmusik som medlemmarna önskat sig.
På webbplatsen finns även en kalender över spelningar med de dansband som spelas i webbradion.